# Букса, Александер
Алекса́ндер Бу́кса (пол. Aleksander Buksa; родился 15 января 2003, Краков) — польский футболист,  нападающий польского клуба «Гурник».

## Клубная карьера
Уроженец Кракова, Александер начинал свою футбольную карьеру в местных молодёжных командах «Броновянка» и «Академия Пилкарска 21», после чего стал игроком футбольной академии краковской «Вислы». 22 апреля 2019 года дебютировал в основном составе краковской команды в матче высшей лиги чемпионата Польши против плоцкой «Вислы». 23 августа 2019 года забил свой первый гол за клуб в матче против «Ягеллонии», став самым молодым автором гола в истории краковской «Вислы». В августе 2020 года продлил контракт с «Вислой» до 2023 года. В октябре 2020 года польский нападающий был включён в список 60 «лучших молодых талантов мирового футбола», составленный британской газетой «Гардиан».
Летом 2021 года перешёл в итальянский клуб «Дженоа». 29 августа 2021 года дебютировал за клуб в матче итальянской Серии A против «Наполи».

## Карьера в сборной
Выступал за сборные Польши до 15, до 16, до 17 и до 19 лет.

## Личная жизнь
Старший брат Александера, Адам, также является профессиональным футболистом.